# Museo delle palafitte di Fiavé
Il Museo delle palafitte di Fiavé è un museo nel comune di Fiavé, in provincia autonoma di Trento, dedicato ai ritrovamenti archeologici avvenuti nel Sito archeologico di Fiavé. Il museo è stato inaugurato il 14 aprile 2012.

## Sito archeologico

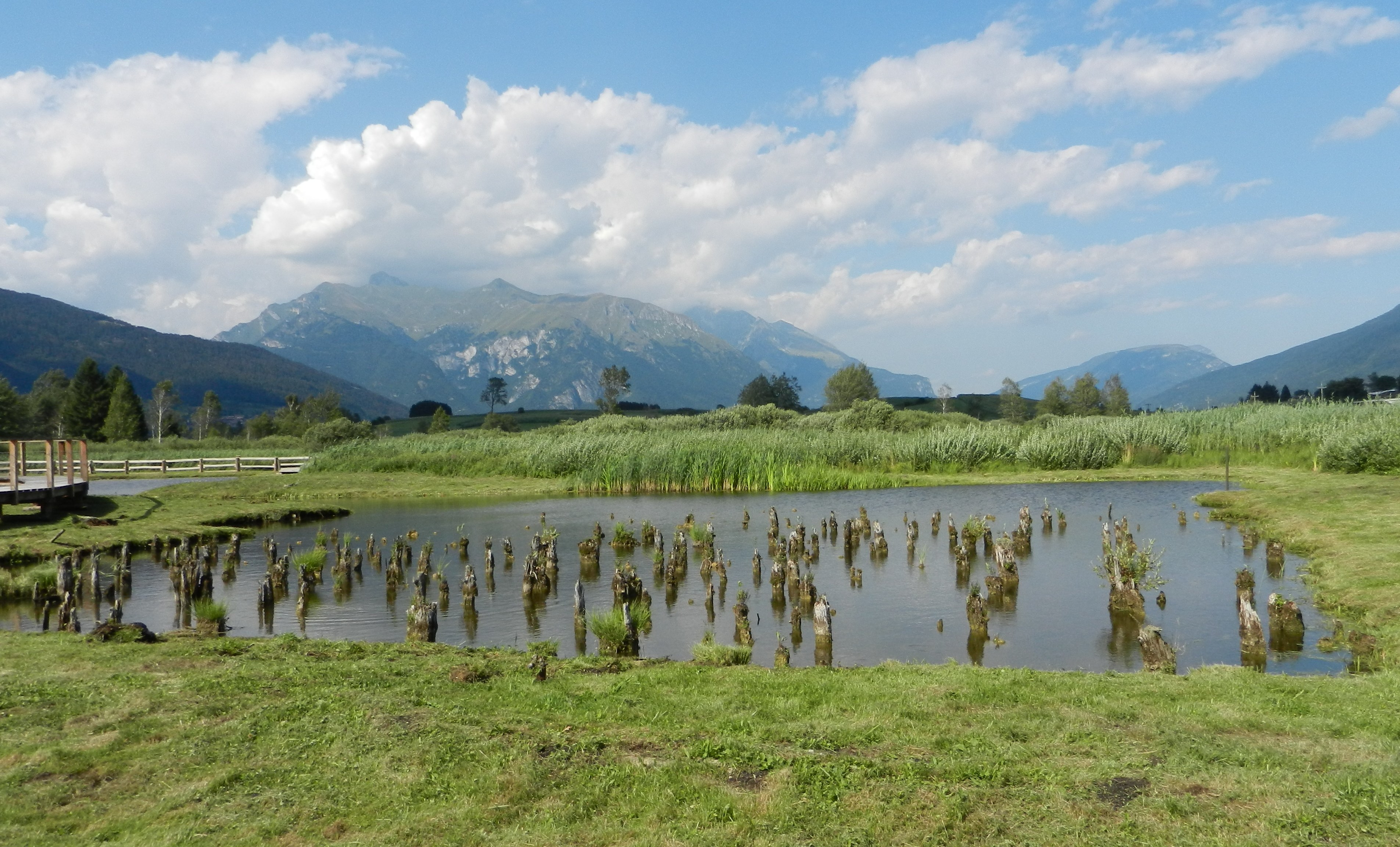
Una zona dell'area archeologica

Il sito archeologico di Fiavè, presso il biotopo di Fiavé, è uno dei più importanti complessi palafitticoli preistorici europei ed è parte del sito UNESCO “Siti palafitticoli preistorici dell’arco alpino”.
La sua riconosciuta importanza è dovuta a diversi fattori: l’eccezionale stato di conservazione delle strutture lignee di sostegno delle antiche abitazioni (pali), la presenza di villaggi di epoche diverse (dal Neolitico all’età del Bronzo) caratterizzati da specifiche scelte costruttive (su sponda o in elevato sull’acqua) ed infine la qualità delle ricerche, dirette da Renato Perini e poi a Franco Marzatico (Ufficio beni archeologici di Trento) in collaborazione con archeologi, geologi e naturalisti di diverse università europee.
Le palafitte di Fiavè sono note a studiosi e appassionati fin dagli anni ’80 del secolo scorso grazie alla pubblicazione integrale degli scavi e a diverse esposizioni temporanee (Archeologia del legno;  Trento 1989) o permanenti (Museo Tridentino di Scienze Naturali e Museo del Castello di Stenico).
Dal 2012, una selezione delle migliaia di reperti rinvenuti negli scavi è esposta nel Museo delle palafitte di Fiavé, che ha sede nella restaurata residenza storica nota come “Casa Carli” nel centro dell’omonimo paese.
L’area archeologica e il biotopo e riserva naturale Carera, a circa 2 km da Fiavé e a fianco della SS 421, sono visitabili e facilmente raggiungibili da Trento e da Riva del Garda. Accanto all’area archeologica è in corso di realizzazione il Parco delle Palafitte di Fiavé, di prossima apertura.

## Il museo
Il Museo è stato inaugurato il 14 aprile 2012 all’interno di Casa Carli, un edificio storico restaurato a questo scopo. Il museo è interamente dedicato alle ricerche archeologiche sul sito palafitticolo, ma presenta anche una sezione dedicata all’aspetto ambientale, ossia all’evoluzione naturale dell’antico lago glaciale, progressivamente colmato dalla torba (a cura del Servizio Conservazione della natura e valorizzazione ambientale della Provincia Autonoma di Trento).
Il percorso espositivo archeologico si ispira fortemente all’opera di Renato Perini, l’archeologo che diresse le principali ricerche sul sito tra il 1969 e il 1976 ed è frutto della collaborazione di tre gruppi di lavoro: l’Ufficio beni archeologici della Provincia Autonoma di Trento (dott. Paolo Bellintani consulenza scientifica; dott.ssa Luisa Moser servizi didattici), lo Studio di architettura “Tacus e Didoné” (progettazione dell’allestimento) e lo Studio di design “Gruppe Gut (cura dell’immagine).

### Pian terreno
Oltre che dei servizi di biglietteria e bookshop, il pian terreno dispone di spazi per le attività didattiche e piccole esposizioni temporanee.

### Primo piano

#### Prima sala

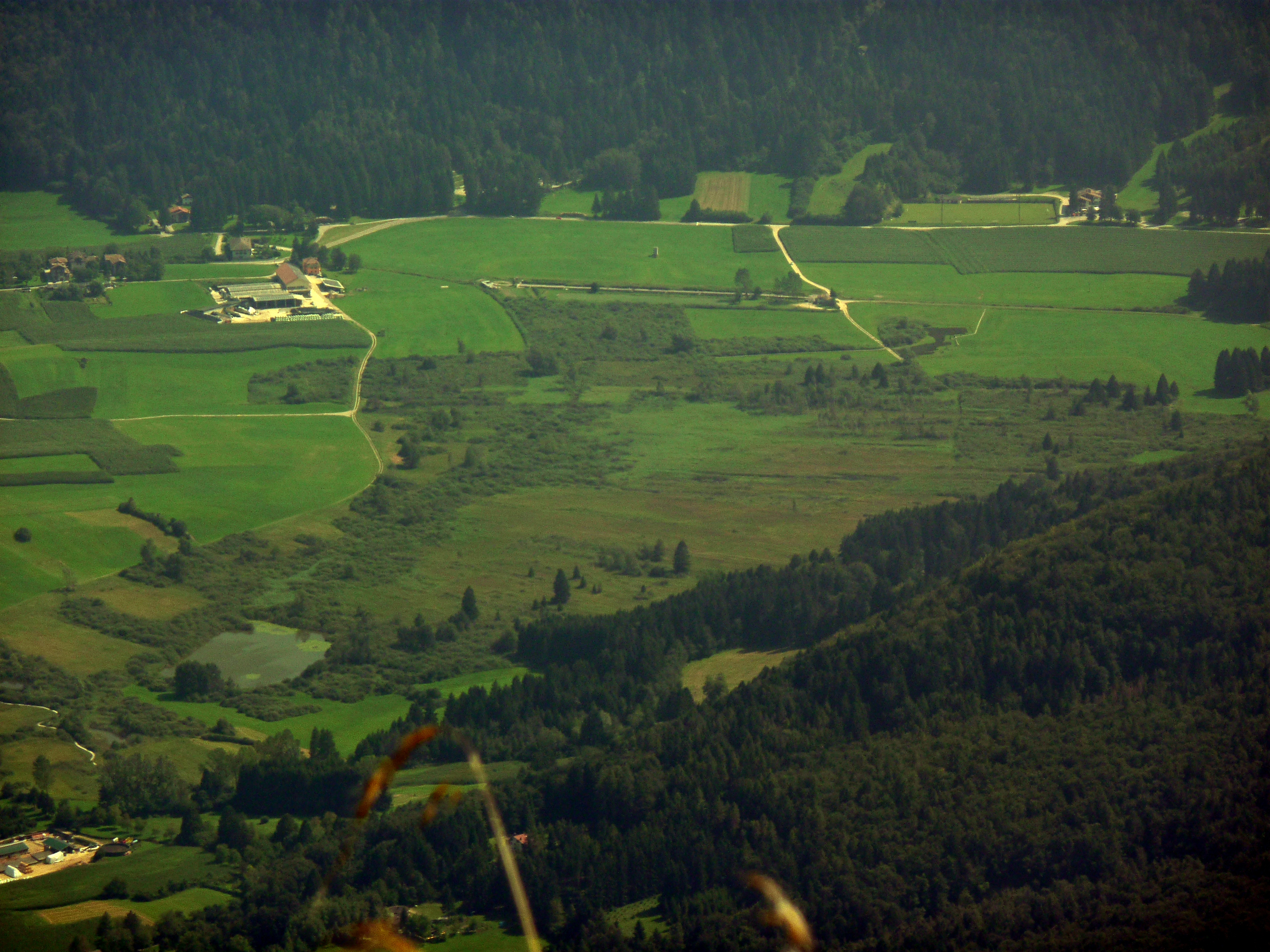
Biotopo di Fiavé

Il percorso museale ha inizio con la formazione dell’antico invaso lacustre, circa 15.000 anni fa, e con la descrizione delle modalità di formazione della torba, il terriccio di origine prevalentemente vegetale che ha progressivamente e quasi completamente colmato il bacino. Segue l’illustrazione delle caratteristiche dell’attuale biotopo, riserva naturale eccezionalmente ricca di biodiversità.

#### Seconda sala
Si parte da un inquadramento, attraverso brevi filmati, della cosiddetta problematica palafitticola. Le scoperte di Fiavé hanno infatti portato un contributo sostanziale al dibattito scientifico sulla natura di questa particolare tipologia di insediamenti preistorici caratteristici dei laghi alpini. La prima formulazione di una teoria palafitticola fu opera di Ferdinand Keller, l’archeologo svizzero che, a metà dell’’800, interpretò i cosiddetti “campi di pali” rinvenuti sulle sponde dei laghi transalpini, come resti di abitazioni preistoriche costruite su piattaforme sospese sull’acqua. Dopo un secolo di nuove indagini e discussioni, Paret e Vogt, attorno al 1950, conclusero che tali resti dovevano essere semplicemente quel che rimaneva, grazie alle particolari condizioni di conservazione degli ambienti umidi, di abitazioni edificate a livello del al suolo. A Fiavé è stata dimostrata la validità di entrambe le ipotesi, essendo stati portati alla luce sia insediamenti con abitazioni sulla sponda lacustre (Fiavé 1) che villaggi con case su piattaforme sospese sull’acqua (Fiavé – fasi 3-4-5) ed infine un sistema misto, ossia un villaggio costruito in parte all’asciutto e in parte sull’acqua, con una singolare struttura di fondazione a reticolo (Fiavè 6).

#### Terza sala
Altro aspetto importante delle ricerche svolte a Fiavé è l’approccio sistemico o, in altri termini, globale. Oggi è normale l’intervento sugli scavi di esperti di branche specifiche della ricerca archeologica: geoarcheologi, archeobotanici, archeozoologi ecc. Non lo era negli anni ’70, quando ancora buona parte della ricerca (italiana) aveva come scopo prevalente l’individuazione di sequenze stratigrafiche utili alla caratterizzazione crono-tipologica dei materiali rinvenuti. Questi aspetti sono qui illustrati da sequenze di immagini realizzate in parte sul campo e in parte nei laboratori dove sono state eseguite le analisi archeobotaniche, archeozoologiche,  palinologiche (pollini), antracologiche (carboni) ecc.

#### Quarta sala
Qui è proposta una rapida sequenza del lungo lavoro sul campo, ossia: gli scavi, rappresentati dal plastico al centro della sala, e i carotaggi, questi ultimi estesi all'intero bacino dell'ex lago Carera. Sono state così identificate 7 zone interessate dalla presenza di depositi archeologici, alcune delle quali indagate con scavi estensivi (zone 1-3). Grandi pannelli propongono immagini dei diversi tipi di “palafitte” rinvenuti ed offrono un primo inquadramento cronologico della storia delle comunità umane succedutesi sulle rive del lago.

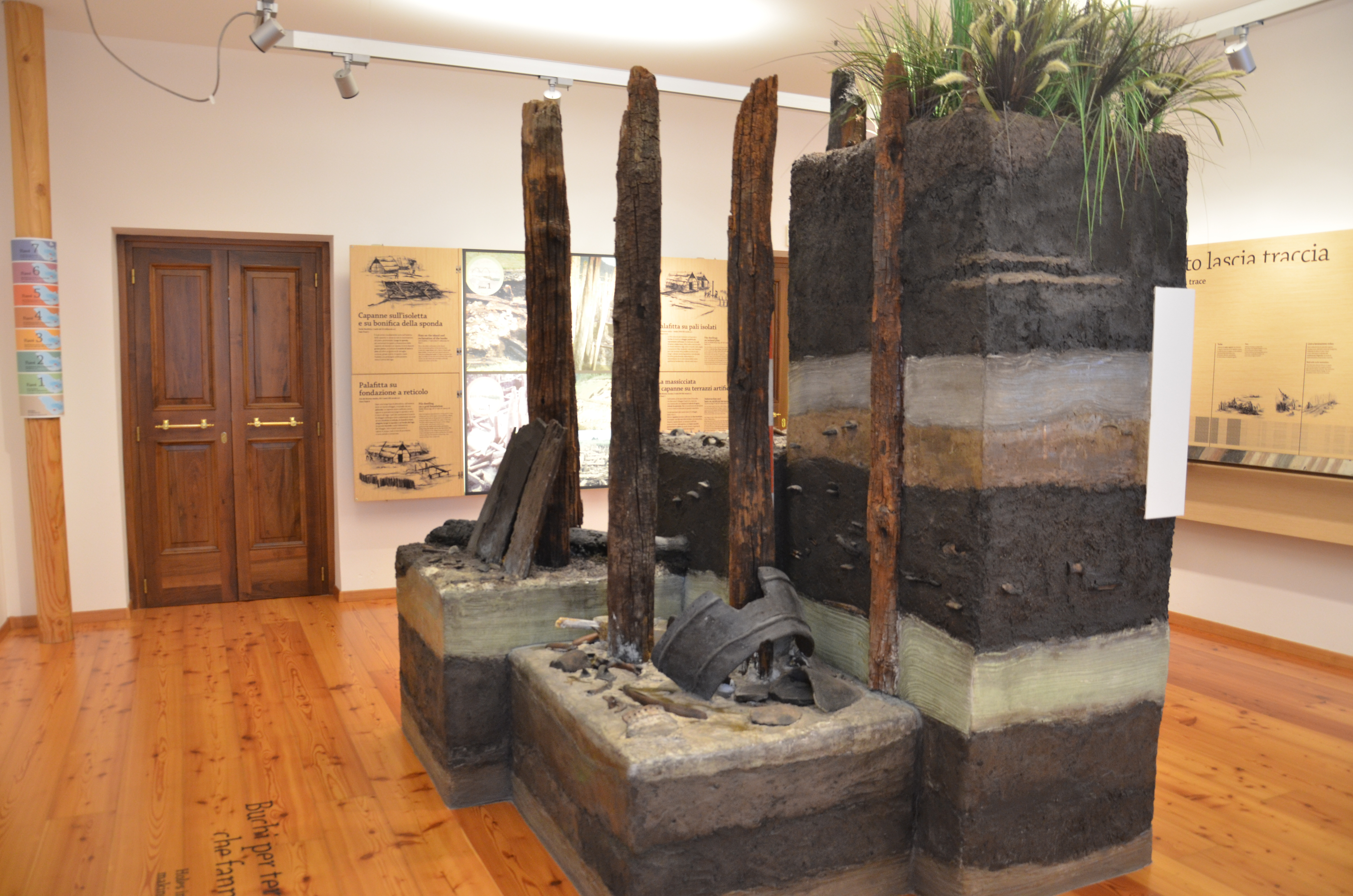
Riproduzione di un settore di scavo nella zona 2 di Fiavé

Analogamente a molti altri laghi alpini, anche il Carera fu periodicamente frequentato dall’uomo per accampamenti stagionali in età mesolitica (VII millennio a.C.), come sembrerebbero indicare le tracce di industria litica individuate nella zona 5, ma le prime testimonianze di un abitato relativamente stabile sono databili al Tardo Neolitico (fase Fiavé 1 / prima metà del IV millennio a.C.). Questo insediamento sorgeva in corrispondenza di un debole rilievo all'interno del bacino del lago (l'“isoletta” - zona 1). Le tracce di abitazioni sono state rinvenute sia a livello del suolo dell’antica isoletta che su una struttura di bonifica lungo la sponda realizzata con tronchi di larice e pino e colmata con frasche. Ad una fase ancora poco conosciuta, relativa all'inizio dell'antica età del Bronzo (fase Fiavé 2 / XXII-XIX sec. a.C.) individuata nella zona 1, segue l'edificazione di almeno due nuclei d'abitato, distanti circa 250 m nelle zone 2 e 4 (fase Fiavé 3 / XVIII – prima metà del XVII sec.a.C.), caratterizzati da strutture in elevato sull'acqua sorrette da pali prevalentemente di abete rosso, di 9 - 10 m di lunghezza complessiva, piantati nel limo del fondo lacustre per 5 - 6 m. La zona 2 continua ad essere occupata con le medesime modalità insediative anche nel Bronzo medio iniziale e centrale (fasi Fiavé 4  e Fiavé 5 / II metà del XVII –XVI sec.a.C.) producendo, grazie a ristrutturazioni e nuovi impianti, un fitto  "campo di pali". All'abbandono del villaggio eretto su pali isolati, ritorna ad essere occupata, sempre nel corso della media età del Bronzo, l'isoletta (zona 1). L'insediamento della fase Fiavé 6 (XV – I metà XIV sec.a.C.) presenta molteplici ed anche originali soluzioni strutturali, sia su terreno asciutto, alla sommità del rilievo, sia sulla sponda e oltre la riva. In questo caso i pali verticali che dovevano sorreggere le piattaforme sull'acqua erano saldamente vincolati ad una platea reticolata formata da tronchi e travi adagiati sul fondo lacustre. Lo spazio abitato era racchiuso da una palizzata rivolta verso il centro del lago. Con l'età del Bronzo recente (Fiavé 7 / II metà XIV sec.a.C. – XIII sec.a.C.) si riducono le testimonianze insediative lungo le sponde dell’ex lago Carera e tuttavia ciò non comporta l’abbandono dell'area. Sul Dos Gustinaci, rilievo morenico al margine meridionale del bacino (zona 3), sono stati ritrovati terrazzamenti e tracce di muratura a secco relativi ad alcune abitazioni a pianta quadrangolare, ultime testimonianze della presenza stabile dell'uomo in prossimità del lago.

#### Quinta sala

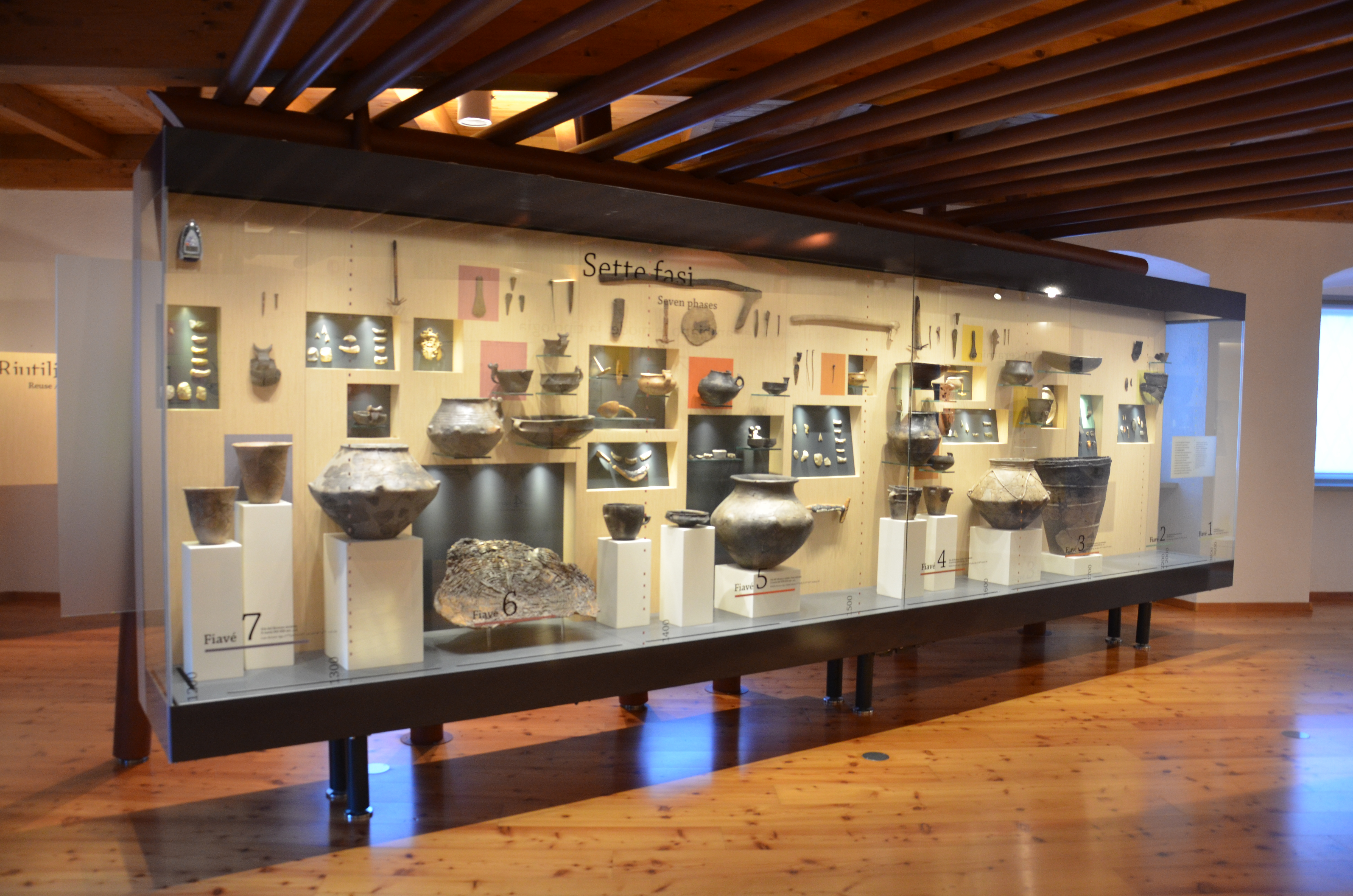

Nell’ultima sala di questa sezione, i materiali archeologici sono esposti in una grande vetrina dedicata alla cultura materiale dei villaggi palafitticoli di Fiavé. È divisa in sette sezioni che rappresentano le fasi archeologiche individuate. Di fronte, su un grande pannello praticamente speculare alla vetrina, sono riprodotti i disegni dei materiali esposti, le relative didascalie e testi di approfondimento che illustrano il contesto archeologico e le sue componenti. Alle spalle della grande vetrina si apre una sezione dedicata al restauro e alla conservazione dei reperti, in particolare di quelli organici. Dietro al grande pannello, uno sguardo “oltre l’orizzonte, ossia informazioni su ciò che accadeva in Europa e nel Mediterraneo ai tempi delle più importanti palafitte scoperte a Fiavé, quelle dell’età del Bronzo (II millennio a.C.).

### Secondo piano

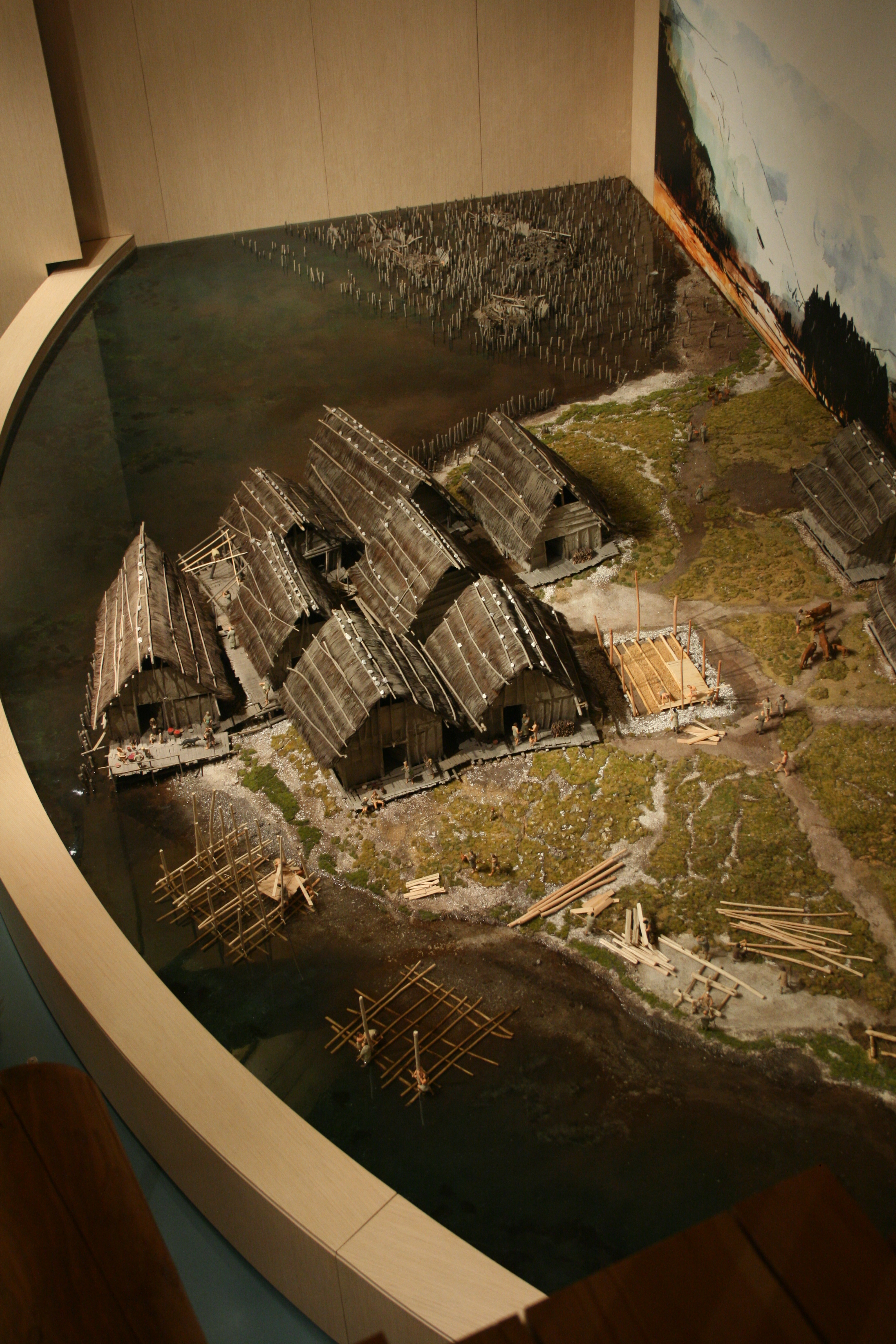
Plastico del villaggio Fiavé 6 in fase di costruzione con accanto (in alto nella foto) il "campo di pali" del villaggio "Fiavè 3-4-5" abbandonato

Questa sezione, probabilmente la più accattivante, è allestita in un’unica grande sala ricavata nel sottotetto dell’edificio ed è dedicata alla vita al tempo delle palafitte. Dopo un passaggio al di sotto di un tavolato retto da pali, ispirato alle capanne sull’acqua, ci si trova di fronte ad uno dei più grandi plastici di questo genere mai realizzati. Anche se molti particolari delle capanne ricostruite sono necessariamente ispirati ad esempi etnografici, si è cercato di restare il più aderenti possibile ai risultati degli scavi di Fiavé. Lo spazio ricostruito è quello degli scavi delle zone 1 e 2, dove sono state fatte le scoperte più importanti. La rappresentazione coglie un momento iniziale della vita del villaggio Fiavé 6 della media età del Bronzo (XV-XIV sec.a.C.), sorto poco distante da un precedente insediamento vissuto per più fasi (Fiavé 3-4-5 / XVIII-XVI sec.a.C.) e ormai abbandonato. Di quest’ultimo sono riprodotti, esattamente nella posizione originaria, la “selva di pali” dovuta alle continue ricostruzioni delle abitazioni sospese sull’acqua e i tavolati crollati in acqua, mentre del nuovo villaggio si evidenzia l’innovativa tecnica costruttiva delle fondazioni a reticolo, adagiate lungo la sponda e sul fondo del lago. Settanta personaggi sono intenti alla costruzione delle capanne: dalla pulitura degli alberi abbattuti, al trasporto dei tronchi, alla produzione di pali e tavole, fino alla loro messa in opera, in particolare nella costruzione della complessa struttura di fondazione in acqua.

A fianco del plastico, alcune vetrine sono dedicate al lavoro dei campi. Qui sono esposti alcuni degli eccezionali reperti in legno rinvenuti a Fiavé, i falcetti (con lame in selce), l’aratro e il giogo, ma anche i risultati delle analisi archeobotaniche che hanno permesso di riconoscere le specie coltivate o raccolte e, in alcuni casi, le tecniche di conservazione.

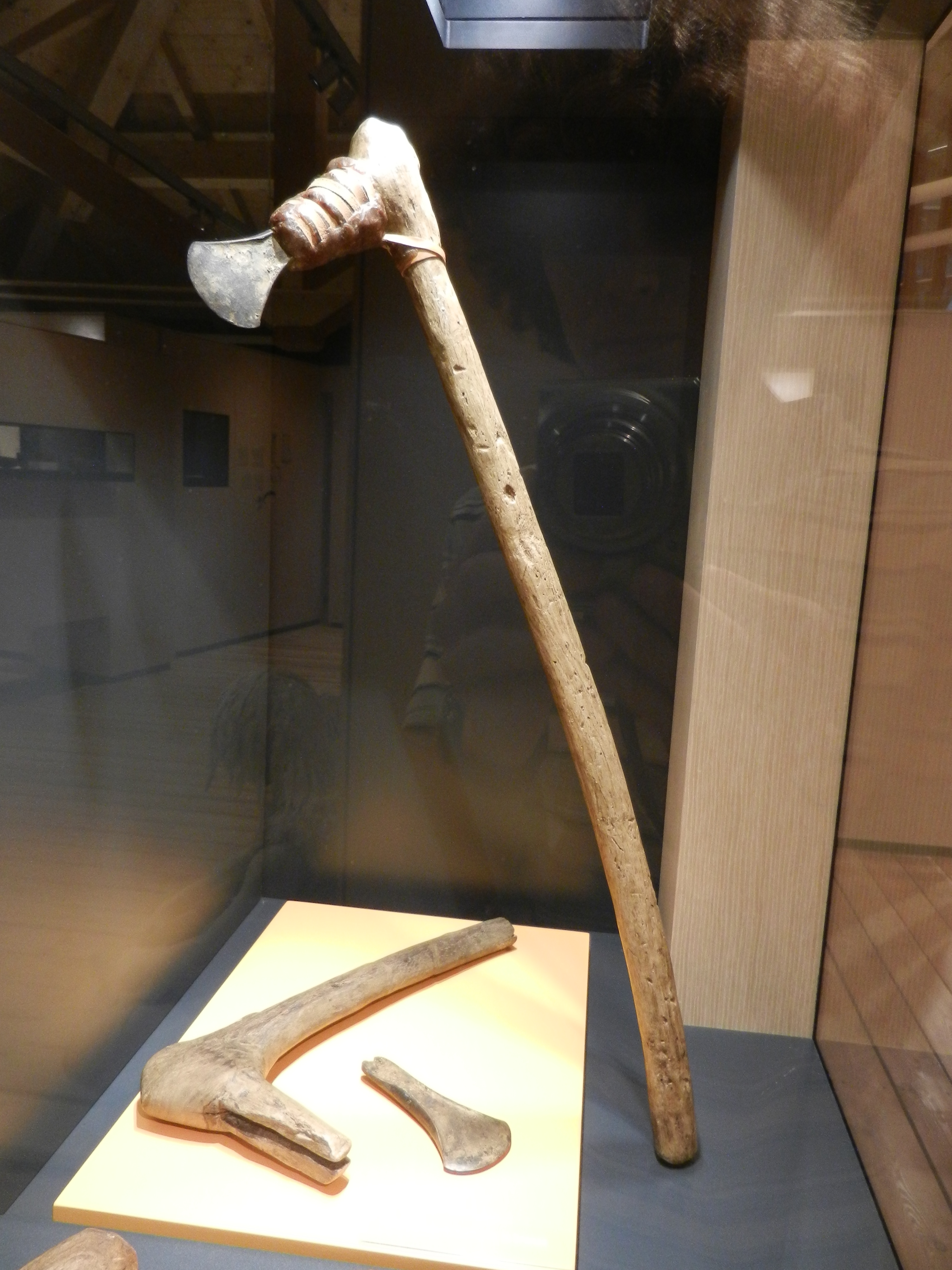
Due asce con manico in legno e lama in metallo.

All’archeozoologia è dedicata un’intera sezione.  Le analisi relative alla caratterizzazione delle specie (soprattutto pecore, capre, bovini, maiali e cervi), alle tracce di macellazione e all’utilizzo delle materie dure (ossa, corna, palchi) parlano della vita di uomini e animali nel ciclo delle attività di allevamento, pastorizia e caccia.
Siamo così già entrati in un nuovo settore dell’esposizione, creato grazie ad un tavolato leggermente rilevato rispetto al pavimento color dell’acqua, a simulare la vita in palafitta. Qui si aprono diversi piccoli ambienti dedicati alla vita nel villaggio e all’interno delle abitazioni: la conservazione e la preparazione dei cibi, la confezione di vesti e ornamenti, la produzione di oggetti in ceramica, metallo, legno ecc.. Tutti gli strumenti ad esse relativi sono qui presentati sotto l’aspetto funzionale, non solo “reperti”, ma documenti del lavoro e della vita di donne e uomini di circa 3500 anni fa.  All’interno di ogni ambiente, le attività domestiche e lavorative sono ricostruite anche con l’ausilio di piccoli plastici e filmati: immagini fisse, in movimento e suoni per un coinvolgimento anche di tipo emozionale.

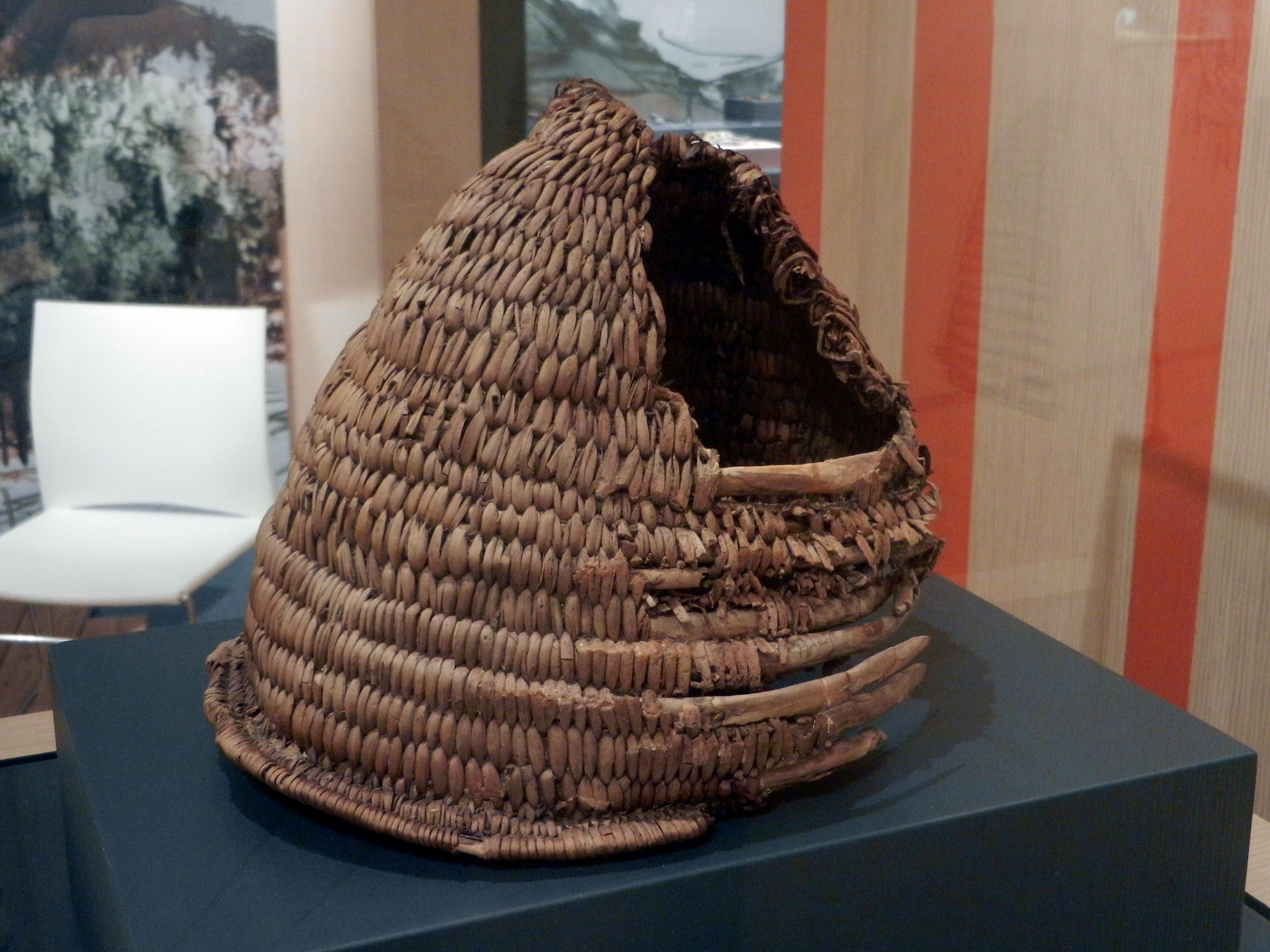
Il cosiddetto "casco di Fiavé" mostra l'alto livello tecnico raggiunto nella lavorazione della fibra vegetale.

Nello spazio su cui si affacciano gli ambienti dedicati alle attività sopra descritte, si apre una sorta di “via del legno” creata per dare il giusto rilievo ad uno tra i più antichi materiali usati dall’uomo, ma anche tra i meno conosciuti a causa della sua deperibilità.  Integrando e sostanziando le scarse conoscenze sulla falegnameria e la carpenteria dell’età del Bronzo, i materiali lignei di Fiavé costituiscono una delle più importanti collezioni del genere a livello europeo. Le particolari condizioni ambientali della torbiera (ambiente umido e anossico) ed opportuni interventi di restauro, eseguiti prima a Mainz e poi anche nel laboratorio della Soprintendenza di Trento, hanno permesso la buona conservazione di manici d’ascia, tazze, mestoli, secchi, cesti in vimini, un arco e alcune aste di freccia, ecc.
Alla fine della visita si può salire, pochi alla volta, sul soppalco, ossia la “palafitta” sotto la quale si è passati entrando in sala. Permette una visione dall’alto su di un passato ancora vivo e presente.

### Economia primaria e attività artigianali nei villaggi dell'età del Bronzo Fiavé 3-4-5 e Fiavé 6
I materiali archeologici, in ceramica, osso e corno, bronzo ma anche legno, rinvenuti in grande quantità e in buone condizioni di conservazione, nonché le indagini sedimentologiche, paleobotaniche e archeozoologiche, hanno permesso di ricostruire un quadro piuttosto preciso dell’economia primaria e dell’artigianato, soprattutto per i villaggi palafitticoli datati all’età del Bronzo (Fiavé 3-4-5 e Fiavé 6).

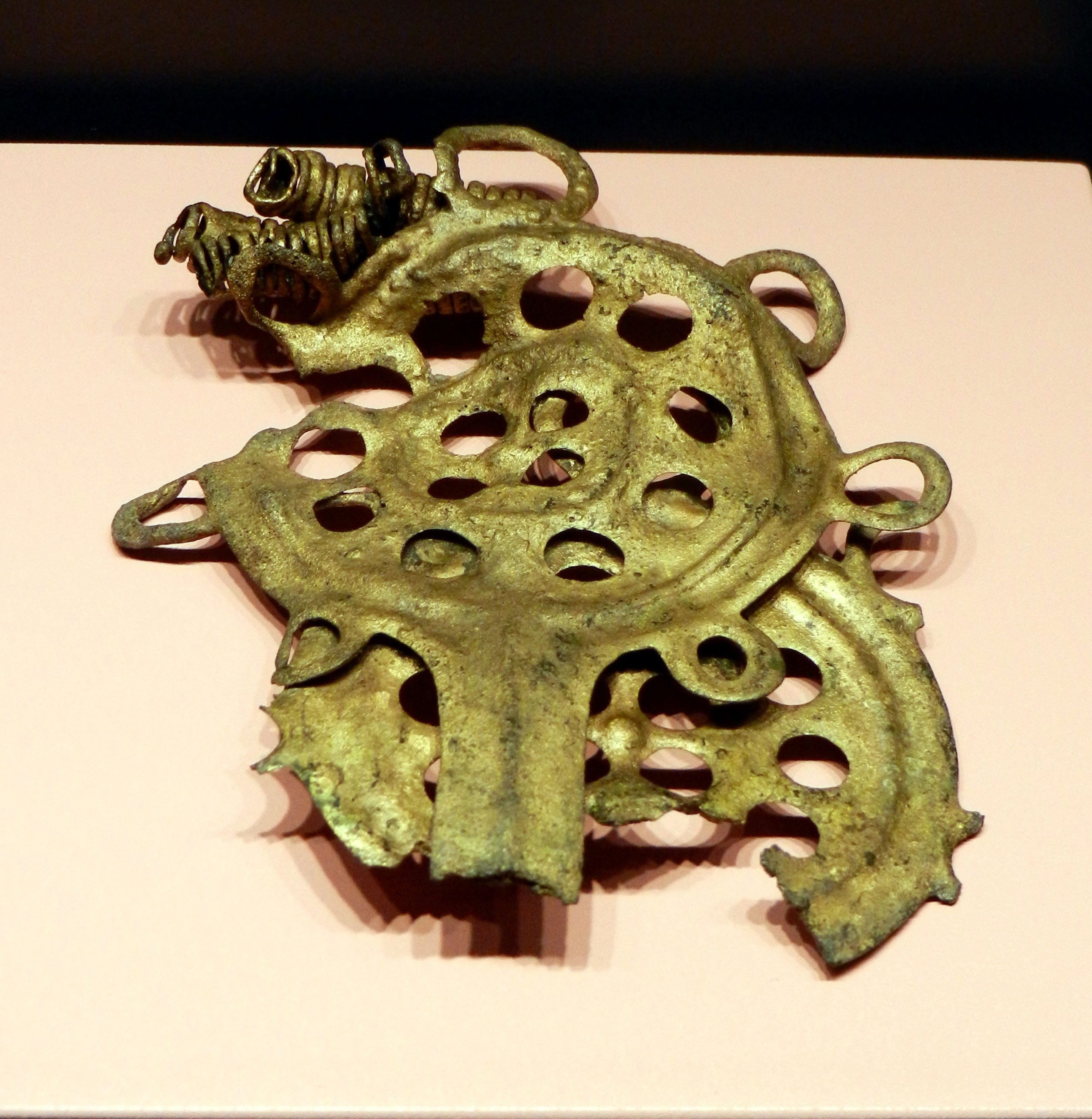
teste di spilloni in bronzo (villaggio Fiavè 6)

Nel corso del II millennio a.C. il bosco originario (prevalentemente faggi e querce, nonché ontani nelle zone più umide) venne intaccato in modo sostanziale in prossimità dell’area abitata per creare spazi alle colture agricole. Queste erano caratterizzate da una notevole varietà di specie coltivate (4 diversi tipi di frumento, orzo e leguminose), cosa che comporta la possibilità di più raccolti nel corso dell’anno. L’analisi dei resti carbonizzati dei cereali indica che le spighe erano conservate intere e che conseguentemente la trebbiatura doveva essere eseguita un po’ alla volta nel corso dell’anno (pratica particolarmente vantaggiosa in ambienti umidi).
Anche l’allevamento è ampiamente attestato e vede una netta prevalenza degli ovo-caprini (stimati tra 58,4 e 80,3 % circa sul totale delle faune) rispetto ai bovini (da 14,3 a 33,8 %) e ai suini, questi ultimi ben poco rappresentati (da 5,3 a 7,6 %). Dall’analisi delle deiezioni animali rinvenute all’interno dell’abitato scavato nella zona 4 (fase finale dell’antica età del Bronzo) si è potuto accertare che nel corso dell’inverno il bestiame veniva tenuto all’interno del villaggio e nutrito con frasche di nocciolo, betulla e faggio. Per quanto ormai ridotte ad un ruolo secondario, la raccolta di specie vegetali selvatiche (corniole, mele selvatiche e nocciole) e la caccia (cervo, cinghiale, orso) integravano in modo consistente la dieta delle popolazioni palafitticole.
Tra le attività artigianali sono ben documentate la lavorazione della ceramica, delle materie dure animali (osso, palco di cervo, zanne) e, grazie alle eccezionali condizioni di conservazione, del legno. La metallurgia del bronzo è testimoniata oltre che da reperti (asce, pugnali, elementi decorativi) anche da alcuni strumenti per la sua lavorazione (ugelli da mantice, crogioli per la fusione).

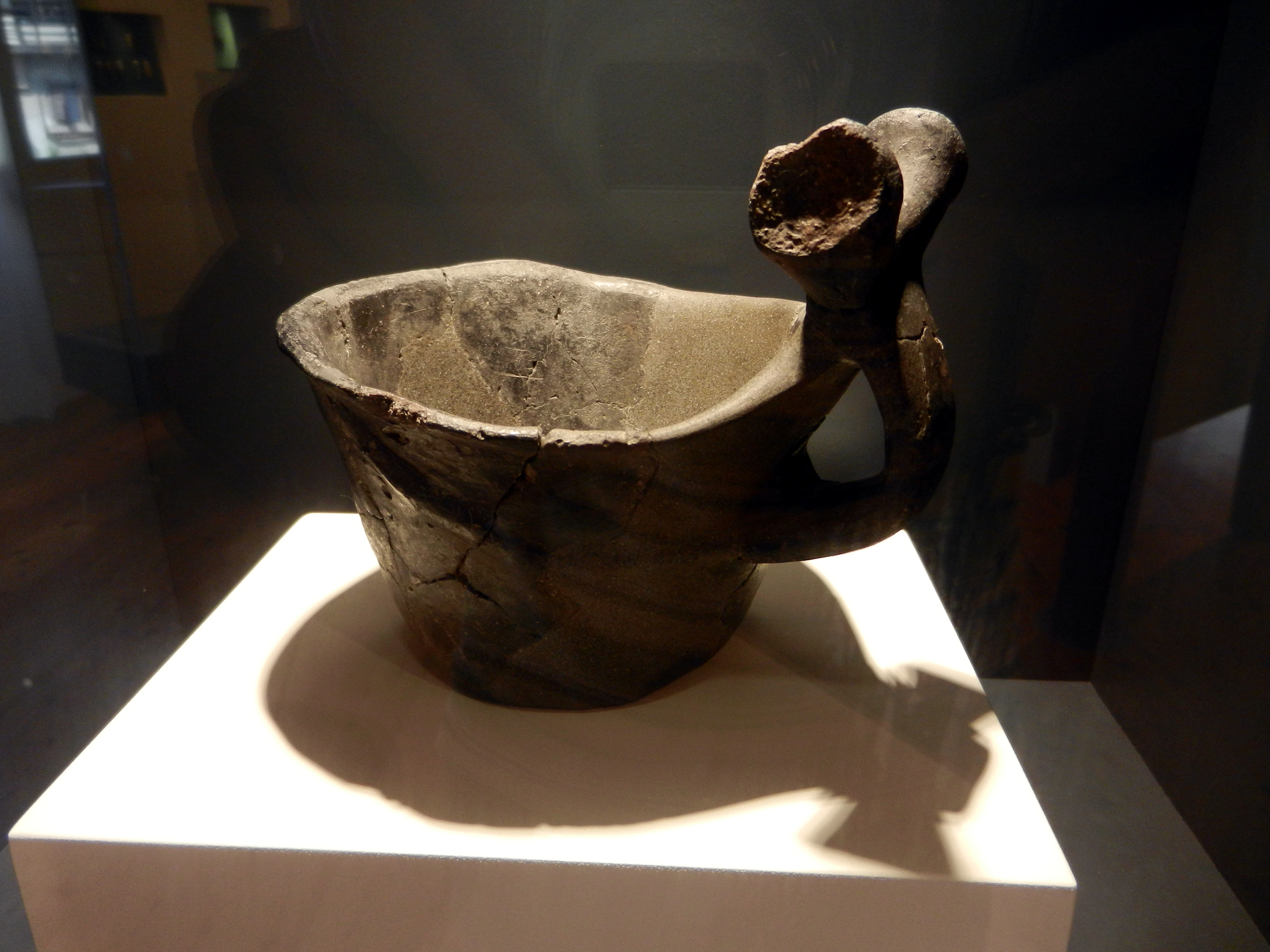
Il "bicchiere tipo Fiavé", elemento caratteristico della produzione ceramica del villaggio Fiavé 6.

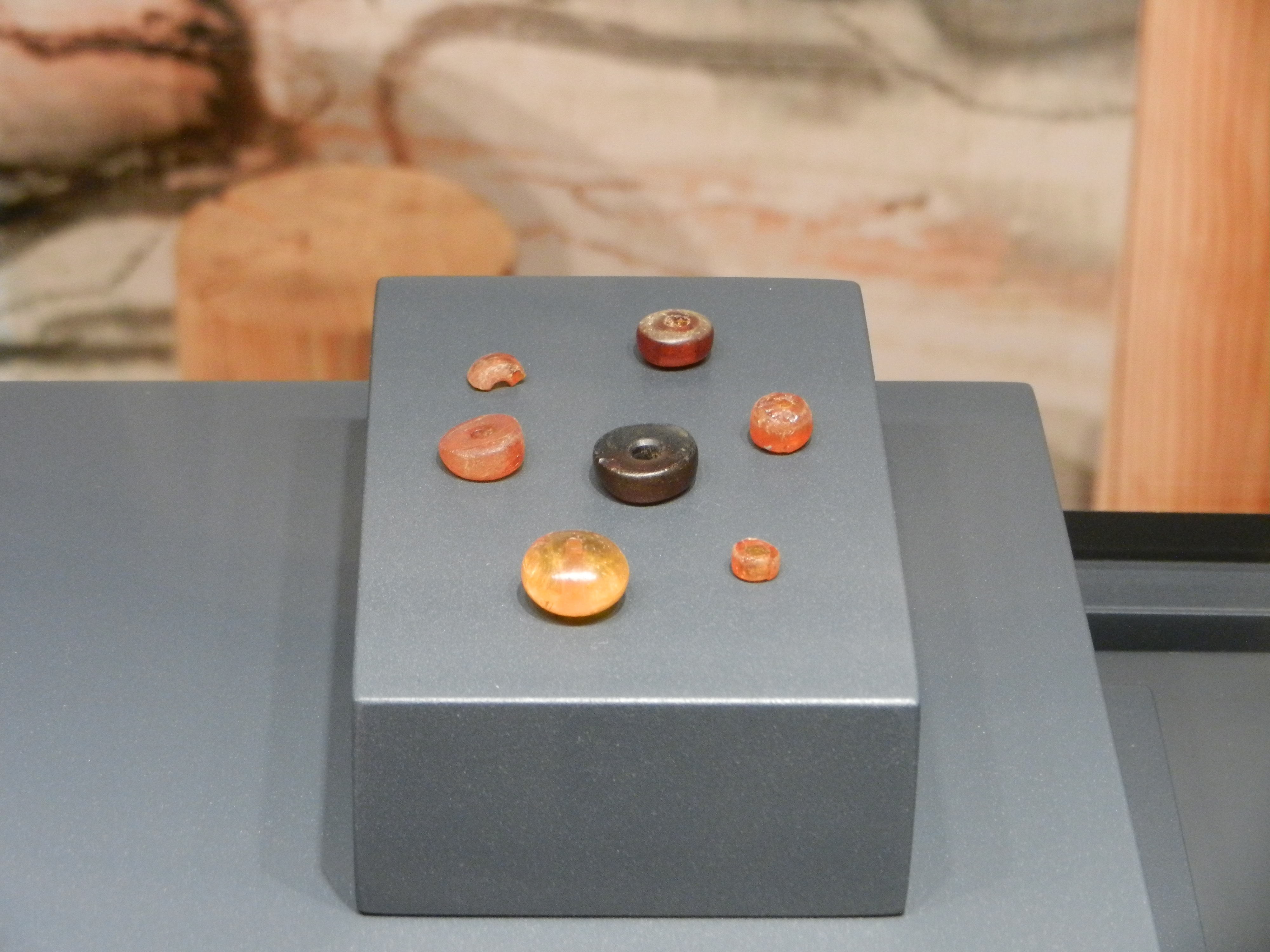
vaghi da collana in ambra caratterizzata come succinite (ambra baltica) dal villaggio Fiavé 6

Gli aspetti formali e stilistici dei manufatti permettono di riconoscere affinità della cultura materiale dei villaggi di Fiavé con regioni più o meno prossime al Trentino, indizio di contatti diretti o anche di collegamenti all’interno di una rete di relazioni e scambi anche di tipo extraregionale. I materiali della fase Fiavé 1, ad esempio, trovano confronto con la facies tardo neolitica nord-alpina di Pfyn-Altheim. La ripresa dell’insediamento presso il lago, dopo 1500 anni circa, ossia all’inizio dell’età del Bronzo (Fiavé 2), dovette essere opera di popolazioni che condividevano una cultura materiale diffusa in buona parte dell’Italia del nord (Cultura di Polada). Nel corso dell’età del Bronzo pur mantenendo affinità con l’area gardesana e padana, la cultura materiale delle comunità palafitticole di Fiavé presenta aspetti sempre più specifici e caratterizzati. Infine, una spirale di filo doppio in oro e alcuni elementi di collana in ambra baltica (Fiavé 6) documentano l’arrivo dall’Europa transalpina di oggetti e/o materie prime di particolare pregio, probabilmente destinate a personaggi di alto rango.